# Helbing Lichtenhahn Verlag
Der Helbing Lichtenhahn Verlag in Basel ist ein Verlag für Bücher zur Rechts- und Staatswissenschaft und zur Ökonomie, sowie Theologie, Philologie, Geschichte, Altertums- und Naturwissenschaften, Biographien und Belletristik. Der Verlag gehört seit 1998 zum Verlag C.H.Beck in München.

## Geschichte
Die Gründung der Firma Helbing Lichtenhahn in Basel durch Johann Gottlieb Bahnmaier um das Jahr 1822 erfolgte durch dessen Eintritt als Teilhaber in die seit 1816 bestehende Buchhandlung von C. F. Spittler. Nach dem Tod Bahnmaiers (1841) übernahm Carl Moritz Detloff die Firma als «C. Detloff’s Buchhandlung». 1873 wurde  Rudolf Reich Teilhaber und die Firma wurde bis 1890 unter «R. Reich vormals C. Detloff» geführt.
1903 ging das Geschäft in der Folge von Rudolf Reichs Tod in den Besitz von Gustav Helbing und Hans Lichtenhahn über. 1974 wurde die Kollektivgesellschaft aufgelöst und in zwei Aktiengesellschaften übergeführt: in die «Buchhandlung W. Jäggi AG vormals Helbing & Lichtenhahn» und in die «Helbing & Lichtenhahn Verlag AG». Von 1977 bis 1998 stand der Verlag Helbing & Lichtenhahn in enger Kooperation mit dem Verlag Sauerländer in Aarau. Seit 1998 ist das Unternehmen im Besitz des Verlages C.H. Beck, München.

## Programm
- Bücher
  - Basler Kommentar
- E-Books[3]
- Bundles: (Print u. E-Books)
- Zeitschriften
  - Zeitschrift für Schweizerisches Recht
- Loseblattwerke
- Online-Dienste
  - legalis
  - ius.focus

## Autoren (Auswahl)
- Margrith Bigler-Eggenberger
- Giovanni Biaggini
- Jean-François Aubert